# Уругвайски кръг
Уругвайският кръг е поредица от преговори в рамките на Общото споразумение за митата и търговията (ГАТТ), продължили от 1986 до 1994, два пъти по-дълго от планираното. Това са едни от най-дългите и сложни търговски преговори в историята. Най-сериозното постижение на този кръг е създаването на Световната търговска организация и договарянето на дълъг списък от мерки за улесняване на световната търговия.
Първоначалните 15 точки от дневния ред на Уругвайския кръг са:
- Митнически тарифи
- Нетарифни мерки
- Природни ресурси
- Текстил
- Селско стопанство
- Тропически продукти
- Системата на ГАТТ
- Преразглеждане на членове от ГАТТ
- Кодове от Токийския кръг
- Антидъмпингови мерки
- Субсидии
- Право на интелектуална собственост
- Инвестиции
- Уреждане на търговски спорове
- Услуги

## Ключови дати
- Септември 1986 – Пунта дел Есте – Начало на преговорите
- Декември 1988 – Монреал – Преглед на министерско ниво
- Април 1989 – Женева – Край на прегледа
- Декември 1990 – Брюксел – Закриване на Съвета на министрите, заседанието завършва без успех
- Декември 1991 – Женева – Завършен е първия вариант на Заключителния акт
- Ноември 1992 – Вашингтон – Съединените щати и Европейският съюз постигат пробив в преговорите по селското стопанство
- Юли 1993 – Токио – Европейският съюз, Съединените щати, Канада и Япония постигат пробив на срещата на Г-7
- Декември 1993 – Женева – повечето преговори за завършени (продължават преговорите по достъп до пазара)
- Април 1994 – Маракеш – Подписани са споразуменията
- Януари 1995 – Женева – Създадена е Световната търговска организация, споразуменията влизат в сила